# Cultura Trialeti
La cultura di Trialeti, nota anche come cultura Trialeti-Vanadzor, è una cultura materiale attestata nel II millennio a.C. nella regione geografica del Caucaso, infatti prende il suo nome dalle omonime regione storica georgiana e città armena.

## Storia

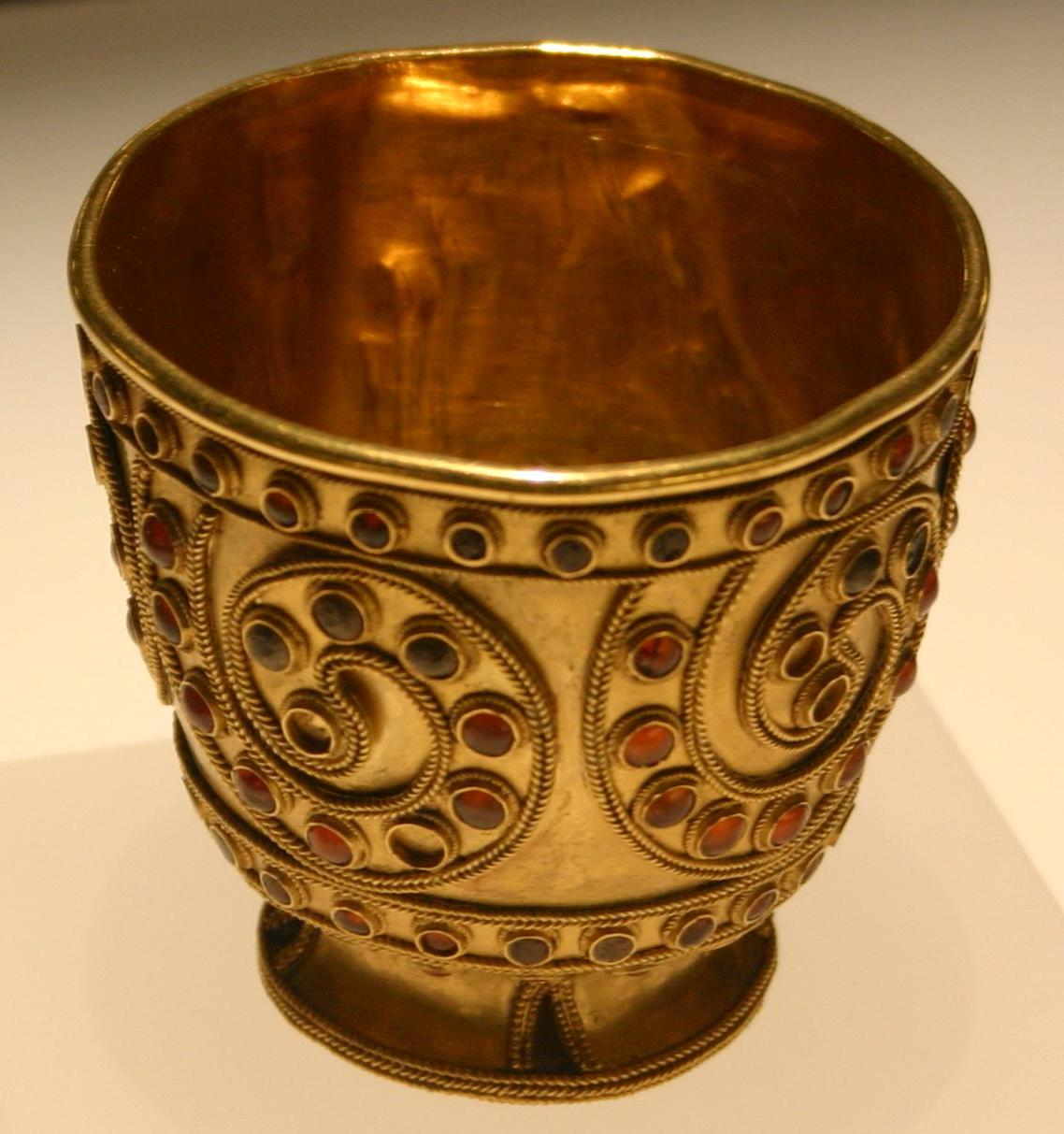
Coppa in oro da Trialeti.

Nel III millennio a.C. la Transcaucasia era occupata prevalentemente dagli insediamenti della cultura Kura-Araxes, solitamente associata a popolazioni di lingua hurro-urartea. In seguito al declino della cultura di Kura-Araxes nell'area comparvero la cultura Nakhchivan-Kizilveng e la cultura Trialeti-Vanadzor. Se la prima mostra una più netta continuità con la cultura materiale precedente, la cultura Trialeti mostra legami stretti con altre culture materiali del mondo antico, come ad esempio quella egea. Infatti, la cultura Trialeti era caratterizzata da un'élite che faceva uso di grandi sepolture a tumulo dotate di ricchi corredi con oggetti in oro e, talvolta, carri a quattro ruote. Per questa ragione si ritiene che la comparsa della cultura Trialeti-Vanadzor sia da ricondurre alla penetrazione da ovest di popolazioni parlanti lingue indoeuropee, più probabilmente appartenenti al gruppo anatolico.
Negli anni '80, gli studiosi sovietici Tamaz Gamkrelidze e Vyacheslav Vsevolodovich Ivanov sostennero l'interpretazione che la cultura Trialeti-Vanadzor andasse associata con l'idea che su suo territorio andasse collocata l'Urheimat della lingua protoindoeuropea, essendo fautori dell'ipotesi armeno-anatolica.